# Lista odcinków serialu Punisher
Poniżej znajduje się lista odcinków serialu telewizyjnego Punisher – emitowanego przez amerykański serwis internetowy Netflix od 17 listopada 2017 roku. 
12 grudnia 2017 roku poinformowano, że serwis zamówił drugi sezon serialu

## Przegląd sezonów
| Sezon | Sezon | Odcinki | Data premiery     | Data premiery     |
| ----- | ----- | ------- | ----------------- | ----------------- |
|       | 1     | 13      | 17 listopada 2017 | 17 listopada 2017 |
|       | 2     | 13      | 18 stycznia 2019  | 18 stycznia 2019  |

## Sezon 1 (2017)
| №  | Nr | Tytuł                                             | Reżyseria      | Scenariusz            | Premiera (Netflix) | Premiera w Polsce (Netflix Polska) |
| -- | -- | ------------------------------------------------- | -------------- | --------------------- | ------------------ | ---------------------------------- |
| 1  | 1  | Trzecia rano 3 AM                                 | Tom Shankland  | Steve Lightfoot       | 17 listopada 2017  | 17 listopada 2017                  |
| 2  | 2  | Umrzyków dwóch Two Dead Men                       | Tom Shankland  | Steve Lightfoot       | 17 listopada 2017  | 17 listopada 2017                  |
| 3  | 3  | Kandahar                                          | Andy Goddard   | Steve Lightfoot       | 17 listopada 2017  | 17 listopada 2017                  |
| 4  | 4  | Zaopatrzenie Resupply                             | Kari Skogland  | Dario Scardapane      | 17 listopada 2017  | 17 listopada 2017                  |
| 5  | 5  | Gunner                                            | Dearbhla Walsh | Michael Jones-Morales | 17 listopada 2017  | 17 listopada 2017                  |
| 6  | 6  | Kozioł The Judas Goat                             | Jeremy Webb    | Christine Boylan      | 17 listopada 2017  | 17 listopada 2017                  |
| 7  | 7  | Na celowniku Crosshairs                           | Andy Goddard   | Bruce Marshall Romans | 17 listopada 2017  | 17 listopada 2017                  |
| 8  | 8  | Zimna stal Cold Steel                             | Antonio Campos | Felicia D. Henderson  | 17 listopada 2017  | 17 listopada 2017                  |
| 9  | 9  | Twarzą w twarz z wrogiem Front Toward Enemy       | Marc Jobst     | Felicia D. Henderson  | 17 listopada 2017  | 17 listopada 2017                  |
| 10 | 10 | Cnota ziejących nienawiścią Virtue of the Vicious | Jim O’Hanlon   | Ken Kristensen        | 17 listopada 2017  | 17 listopada 2017                  |
| 11 | 11 | Blisko źródła zagrożenia Danger Close             | Kevin Hooks    | Felicia D. Henderson  | 17 listopada 2017  | 17 listopada 2017                  |
| 12 | 12 | Znów w domu Home                                  | Jet Wilkinson  | Dario Scardapane      | 17 listopada 2017  | 17 listopada 2017                  |
| 13 | 13 | Memento mori Memento Mori                         | Stephen Surjik | Steve Lightfoot       | 17 listopada 2017  | 17 listopada 2017                  |

## Sezon 2 (2019)
| №  | Nr | Tytuł                                    | Reżyseria                  | Scenariusz                     | Premiera (Netflix) | Premiera w Polsce (Netflix Polska) |
| -- | -- | ---------------------------------------- | -------------------------- | ------------------------------ | ------------------ | ---------------------------------- |
| 14 | 1  | Przydrożny blues Roadhouse Blues         | Jim O’Hanlon               | Steve Lightfoot                | 18 stycznia 2019   | 18 stycznia 2019                   |
| 15 | 2  | Walczymy czy uciekamy? Fight or Flight   | Jim O’Hanlon               | Steve Lightfoot                | 18 stycznia 2019   | 18 stycznia 2019                   |
| 16 | 3  | Poruszyć wodę Trouble the Water          | Jeremy Webb                | Ken Kristensen                 | 18 stycznia 2019   | 18 stycznia 2019                   |
| 17 | 4  | Blizna Scar Tissue                       | Iain B. MacDonald          | Angela Lamanna                 | 18 stycznia 2019   | 18 stycznia 2019                   |
| 18 | 5  | Jednookie walety One-Eyed Jacks          | Stacie Passon              | Dario Scardapane               | 18 stycznia 2019   | 18 stycznia 2019                   |
| 19 | 6  | Nakazat                                  | Jamie M. Dagg              | Christine Boylan               | 18 stycznia 2019   | 18 stycznia 2019                   |
| 20 | 7  | Jeden kiepski dzień One Bad Day          | Jet Wilkinson              | Felicia D. Henderson           | 18 stycznia 2019   | 18 stycznia 2019                   |
| 21 | 8  | Stróż brata swego My Brother’s Keeper    | Michael Offer              | Bruce Marshall Romans          | 18 stycznia 2019   | 18 stycznia 2019                   |
| 22 | 9  | Porukwione Flustercluck                  | Salli Richardson–Whitfield | Steve Lightfoot Ken Kristensen | 18 stycznia 2019   | 18 stycznia 2019                   |
| 23 | 10 | Serca pełne mroku The Dark Hearts of Men | Alex Garcia Lopez          | Steve Lightfoot Angela Lamanna | 18 stycznia 2019   | 18 stycznia 2019                   |
| 24 | 11 | Otchłań The Abyss                        | Meera Menon                | Laura Jean Leal                | 18 stycznia 2019   | 18 stycznia 2019                   |
| 25 | 12 | Kurs kolizyjny Collision Course          | Stephen Kay                | Dario Scardapene               | 18 stycznia 2019   | 18 stycznia 2019                   |
| 26 | 13 | Burza The Whirlwind                      | Jeremy Webb                | Steve Lightfoot                | 18 stycznia 2019   | 18 stycznia 2019                   |